# Николаевская церковь (Рим)
Це́рковь святи́теля Никола́я Чудотво́рца — русский православный домовый храм в Риме, самый старый из русских приходов в Италии. Включён в состав приходов Московского патриархата в Италии.
С 2000 по 2019 год приход имел ставропигиальный статус Русской православной церкви. Настоятель — иерей Сергий Воронин.

## История

### Первые церкви
Императорский указ «Об учреждении греко-российской церкви при Римской миссии» был подписан 6 (18) октября 1803 года. К весне 1804 года храм должен был готов. При этом предполагалось освятить церковь во имя апостолов Петра и Павла. Утварь предполагалось взять из упразднённой Захарьевской церкви в Санкт-Петербурге.
Однако внешнеполитическая ситуация позволила вернуться к вопросу устройства храма только через 20 лет.
В 1823 году была освящена однопрестольная домовая церковь святителя Николая Чудотворца, которая несколько раз меняла местоположение:
- в 1823—1828 годах — на виа дель Корсо, 518. Устроена по проекту К. А. Тона.
- в 1828—1836 годах — в палаццо Одескальки (Palazzo Chigi-Odescalchi) на Piazza dei Santi Apostoli, 80
- в 1836—1845 годах — в палаццо Дориа-Памфили (Palazzo Doria Pamphilj)
- в 1845—1901 годах — в палаццо Джустиниани (Palazzo Giustiniani) на площади Сан-Луиджи-де-Франчези
- в 1901—1932 годах — в палаццо Менотти (Palazzo Menotti) на пьяцца Кавур. Церковь занимала три большие комнаты южной половины нижнего этажа. Помещение было рассчитано на 300 человек. В узкой комнате с восточной стороны была помещена ризница и церковная библиотека.

Римский храм относился к Санкт-Петербургской епархии, одновременно находился в ведении Министерства иностранных дел и являлся посольской церковью.
В 1867-1870 годах из-за обострения отношений с папским престолом Никольская посольская церковь не действовала, и на богослужения русские ездили в Неаполь.
В 1907 году настоятель храма, архимандрит Владимир (Путята), был хиротонисан во епископа Кронштадтского, викария Санкт-Петербургской епархии. Это была первая в истории Русской православной церкви попытка устройства епископской кафедры для Западной Европы: епископ Кронштадтский должен был заведовать всеми русскими православными заграничными церквами (кроме храмов в Константинополе и Афинах). Однако епархия через три года была упразднена.
Весной 1921 года при храме был основан самостоятельный приход. В его составе было около ста членов, в который входила и королева Эллинов Ольга Константиновна. «Попечительницей храма» стала княгиня М. П. Абамелек-Лазарева, которая выплачивала содержание настоятелю и части прихожан. Приходской совет возглавил бывший генеральный консул Г. П. Забелло. Королевским указом от 14 ноября 1929 года за приходом утверждён статус юридического лица.
В 1922—1927 годах храм находился в юрисдикции Управляющего русскими приходами в Западной Европе Русской православной церкви. В 1927 году приход перешёл в юрисдикцию Русской православной церкви за границей, оставаясь в непосредственном подчинении Председателю Архиерейского Синода.

### Попытки строительства отдельного храма
В 1880 году вдова сотрудника посольства Елизавета Ковальская просила Святейший Синод разрешить построить за свой счёт храм на кладбище Святого Лаврентия (Верано). Однако проект храма не удовлетворял желаемому для России статусу. В результате разрешение не было дано.
Вновь вопрос о строительстве нового храма был поднят при архимандрите Клименте, который в 1898 году начал сбор средств, разрешённый в 1900 году императором Николаем II. Среди жертвователей были сам император, внёсший 10 тысяч рублей, великие князья Сергей Александрович и Михаил Николаевич, московские фабриканты и сибирские золотопромышленники. Общая сумма пожертвований составила 265.000 итальянских лир.
Храм предполагалось построить на участке в центре Рима, обещанном графом Л. А. Бобринским (Villa Malta). Тем не менее, новый настоятель архимандрит Владимир (Путята) не принял предложения графа. Кроме того, он не согласился с первоначальной кандидатурой строителя флорентийского храма, архитектора М. Т. Преображенского, и предложил своего кандидата, архитектора Н. Ю. Янга. Несмотря на споры, в 1906 году был образован Строительный комитет. Однако дело не продвигалось.
14 (27) мая 1913 года был утверждён проект нового храма, созданный В. А. Покровским. Осенью 1913 года император вновь разрешил сбор пожертвований по всей России, а летом 1914 года был открыт особый счёт в Санкт-Петербургской конторе Госбанка. Предполагалось, что строительство обойдётся в 450000 рублей. Здание было задумано в стиле владимиро-московского зодчества XV-XVI веков, и состояло из нижней — в цокольном этаже — однопрестольной церкви и трёхпрестольной верхней, к которой вела широкая лестница. Завершался храм куполом на высоком барабане.
Однако в 1915 году был сформирован новый состав Строительного комитета, который возглавил князь С. С. Абамелек-Лазарев. По предложению князя был вновь сменён архитектор. Им стал итальянец Винченцо Моральди. Экспертизу и критику проекта провёл архитектор В. А. Субботин, но проект был принят. Вскоре на имя российского посольства был приобретён участок на набережной Тибра, близ Lungotevere Arnaldo da Brescia. Однако дальнейшая ситуация в России не позволила продолжить строительство.

### Современный храм
В 1931 году приход официально получил в наследство особняк М. А. Чернышевой («Палаццо Чернышев») на улице via Palestro, завещанный ею ещё в 1897 году. 10 апреля 1932 года в нём был освящён новый храм по проекту архитектора князя В. А. Волконского и инженера Ф. Поджи. Утварь и убранство были перенесены из старой церкви. Среди жертвователей на устройство храма были княгиня С. Н. Барятинская, княжна С. В. Гагарина, королева Италии Елена Савойская. Материальную поддержку оказывали посольства Сербии и Болгарии.
В период Второй мировой войны римский приход помогал «перемещённым лицам». В 1950-1960-х годах под опекой прихода были: беженский лагерь Latina и дом дальневосточных беженцев Villa Olanda под Турином.
В 1960-х годах храм был подчинён Женевской епархии РПЦЗ. В 1985 году храм перешёл в ведение Западноевропейского экзархата русских приходов Константинопольского патриархата.
В середине 1980-х годов община возросла за счёт так называемых «новоэмигрантов». Кроме русских, в состав прихода входят сербы, копты, болгары, румыны и православные итальянцы.
В октябре 2000 года после 15 лет пребывания в Константинопольском патриархате община снова вернулась в лоно Русской православной церкви, где получила статус ставропигиального прихода. Эта смена юрисдикции, не согласованная с архиепископом Сергием (Коноваловым), которому подчинялся приход, породила новый виток трений между Экзархатом и Русской Церковью и критику со стороны подконтрольных Константинополю СМИ. Вместе с Николаевским приходом в юрисдикцию РПЦ без отпускной грамоты был принят настоятель протоиерей Михаил Осоргин, что повлекло к его запрещению в священнослужении в Константинопольской Церкви.
В сентябре 2004 года в связи с постоянным пребыванием вне Италии протоиерей Михаил Осоргин был назначен почетным настоятелем прихода. Новым настоятелем стал епископ Егорьевский Марк (Головков), заместитель Председателя Отдела внешних церковных связей.
21 августа 2007 года настоятелем храма назначен архимандрит Павел (Фокин).
В июне 2009 года два клирика Николаевского прихода перешли в юрисдикцию Константинопольского патриархата без отпускной грамоты.
С 2018 года настоятелем Никольского храма является иерей Сергий Воронин.
26 февраля 2019 года Священный Синод Русской православной церкви упразднил ставропигиальный статус Николаевского прихода, включив его в состав  приходов Московского патриархата в Италии.

## Архитектура, убранство
Храм находится в трёхэтажном особняке, который во время устройства церкви в 1920-х годах был значительно переделан. Под церковь была отведена левая половина первого этажа. Предполагалось устроить крестообразный в плане храм, но небольшое количество свободного места не позволило полностью воплотить замысел. Алтарная часть была пристроена со стороны двора. При переделке были убраны внутренние перегородки и сооружены арки.
Алтарная часть и предалтарные арки были выложены золотой мозаикой и зелёным мрамором.
Белый с позолотой одноярусный иконостас был сооружён в 1830-х годах по проекту К. А. Тона на средства посла при Папском Дворе князя Г. И. Гагарина. Иконостас в классическом стиле напоминает иконостас Казанского собора в Санкт-Петербурге. Иконостас увенчан четырёхконечным крестом. На фризе иконостаса находится надпись: «Благословен Грядый во Имя Господне».
Местные образа Спасителя и Божией Матери написал П. В. Басин, медальоны на меди в Царских вратах, диаметром около 35 см, — К. П. Брюллов, «Тайную вечерю» — И. И. Габерцеттель, святителя Николая Чудотворца (на правых диаконских дверях) — Ф. А. Бруни, и благоверного князя Александра Невского (на левых дверях) — А. Т. Марков. Все художники были пенсионерами Академии художеств. Они предложили написать образы в сентябре 1828 года посетившей Рим великой княгине Елене Павловне.
В правой части храма находятся две иконы, ранее помещавшиеся в иконостасе — это дар великой княгини Елены Павловны — образы святой царицы Елены (академика И. Ксенофонтова) и святой великомученицы Екатерины (академика П. Плещанова).
Среди святынь храма:
- Иверская икона Божией Матери, написанная в 1901 году афонскими монахами в память императора Александра III (расположена у клироса),
- четыре иконы (мастерской художника М. Е. Малышева), написанные в Сергиевом Посаде в 1893 году: святителя Николая Чудотворца и святого Александра Невского (в правом отделении, в киотах) и два больших образа Спасителя и Божией Матери (у левой стены);
- изображение святителя Иоасафа Белгородского, написанное до его прославления;
- крест-мощевик, подаренный греческим королевичем Христофором Георгиевичем (находится в алтаре);
- малая икона святой княгини Ольги, написанная для храма греческой королевной Марией;
- образ Божией Матери «Вратарницы» («Портаитиссы»), написанная афонским монахом Виктором (Каравогеоргасом);
- 18 малых икон киевских святых, написанные в мастерской Л. К. Плахова;
- икона Покрова Пресвятой Богородицы работы П. Софронова;
- икона великомученицы Варвары в серебряном окладе[8].

На парадной лестнице, при входе в церковь, помещены памятные доски с именами устроителей храма: архимандрита Симеона (Нарбекова), княжны М. А. Чернышёвой и княгини С. Н. Барятинской.

## Приход
Долгое время, до постройки греческой церкви, русский приход был единственным православным приходом в Риме. Соответственно, он окормлял всех православных, находившихся в городе.
В 1890-е годы по инициативе архимандрита Пимена (Благово) и посла А. Г. Влангали был устроен русский странноприимный дом святого Станислава. Впоследствии здание было передано в собственность польским католикам.
Погребения православных совершались на римском кладбище в Тестаччо.

### Настоятели храма
При открытии церкви был утверждён штат с одним священником и двумя «церковниками» (то есть псаломщиками). В 1867 году императором Александром II был утверждён новый штат в составе архимандрита-настоятеля, диакона и двух псаломщиков.
Традиционно, за исключением 40 лет в XX веке, настоятелями храма были монашествующие.
| Настоятели храма                                       | Настоятели храма                                      |
| Даты                                                   | Настоятель                                            |
| ------------------------------------------------------ | ----------------------------------------------------- |
| 1803                                                   | священник Василий Иоаннович Иванов (номинально)       |
| 1827—1831                                              | иеромонах Иринарх (Попов) (1790—1877)                 |
| 1836 — 5 июня 1849                                     | архимандрит Герасим (1790—1849)                       |
| 1849—1852                                              | архимандрит Феофан (Авсенев) (1812—1852)              |
| 1852—1855                                              | архимандрит Иаков (Поспелов) (1818—1896)              |
| 2 (14) октября 1855 — 7 (19) мая 1860                  | архимандрит Софония (Сокольский) (1800—1877)          |
| 1860—1864                                              | архимандрит Палладий (Кафаров) (1817—1878)            |
| август 1864 — 13 (25) января 1866                      | архимандрит Порфирий (Попов) (1825—1866)              |
| 26 января (7 февраля) — 11 (23) мая 1866               | архимандрит Гурий (Карпов) (1811—1882)                |
| 17 (29) ноября 1871 — 31 декабря 1877 (12 января 1878) | архимандрит Александр (Кульчицкий) (1823—1888)        |
| 1878—1880                                              | архимандрит Николай                                   |
| 1880—1881                                              | архимандрит Митрофан                                  |
| февраль 1881 — ноябрь 1884                             | архимандрит Никон (Богоявленский) (1831—1893)         |
| 1884—1897                                              | архимандрит Пимен (Благово) (1827—1897)               |
| 1897—1902                                              | архимандрит Климент (Верниковский) (1863—1909)        |
| 1902—1911                                              | архимандрит Владимир (Путята) (1869—1936)             |
| 1912—1913                                              | архимандрит Дионисий (Валединский) (1879—1960)        |
| 1913—1916                                              | архимандрит Филипп (Гумилевский) (1877—1936)          |
| 1916—1963                                              | архимандрит Симеон (Нарбеков) (1884—1969)             |
| 1949—1963                                              | архимандрит Каллист (Подзолов) (1895—1964) (де факто) |
| 1965—1984                                              | протоиерей Виктор Ильенко (1894—1989)                 |
| 1984—1985                                              | протоиерей Михаил Маклаков (род. 1953)                |
| 25 ноября 1985 — февраль 1987                          | протоиерей Николай Петрович Чернокрак (род. 1951)     |
| февраль 1987 — сентябрь 2004                           | протоиерей Михаил Георгиевич Осоргин (1929—2012)      |
| сентябрь 2004 — 21 августа 2007                        | епископ Марк (Головков) (род. 1964)                   |
| 21 августа 2007 — 30 мая 2011                          | архимандрит Павел (Фокин) (род. 1956)                 |
| 30 мая 2011 — 28 декабря 2017                          | протоиерей Вячеслав Александрович Бачин (род. 1965)   |
| 28 декабря 2017 — 14 июля 2018                         | протоиерей Андрей Бойцов                              |
| 14 июля 2018 — наст. время                             | священник Сергий Воронин                              |